# U-21-Fußball-Europameisterschaft 2023
Die Endrunde der 24. U-21-Fußball-Europameisterschaft 2023 fand vom 21. Juni bis 8. Juli 2023 in Rumänien und Georgien statt. Dies hatte das UEFA-Exekutivkomitee Anfang Dezember 2020 entschieden. Als Gastgeber waren die rumänische und die georgische Mannschaft automatisch für die Runde der letzten 16 Teams qualifiziert. Die restlichen 14 Teilnehmer wurden unter den anderen 53 Mannschaften in der Qualifikation zwischen 2021 und 2022 ermittelt. Es durften nur Spieler teilnehmen, die am oder nach dem 1. Januar 2000 geboren wurden. Das Eröffnungsspiel fand in Rumänien und das Endspiel in Georgien statt. Rumänien war bereits Ausrichter der U-21-Fußball-Europameisterschaft 1998.
Die ein Jahr vor den Olympischen Sommerspielen 2024 in Paris stattfindende EM war gleichzeitig die Europa-Qualifikation für das olympische Fußballturnier. Als Gastgeber ist Frankreich bereits qualifiziert. Dort treten die U-23-Mannschaften mit jeweils bis zu drei Spielern an, die über der Altersgrenze liegen dürfen.

## Qualifikation
Die Mannschaften spielten in acht Gruppen à sechs Mannschaften und eine Gruppe mit fünf Mannschaften jeweils ein Hin- und Rückspiel. Die neun Gruppensieger und der beste Gruppenzweite qualifizierten sich direkt für die Endrunde, während die anderen acht Gruppenzweiten in Play-offs mit Hin- und Rückspiel gegeneinander antraten, um die vier weiteren Teilnehmer zu ermitteln.
Im Januar 2019 wurde bekannt, dass Seven.One Sports, die Sportrechteagentur von ProSiebenSat.1 Media, mit dem Deutschen Fußball-Bund (DFB) einen Übertragungsrechtevertrag abgeschlossen hat. Folglich wurden alle Qualifikationsspiele der deutschen Mannschaft zur Europameisterschaft 2023 bei den frei empfangbaren Sendern ProSieben Maxx und ProSieben im Rahmen der Fernsehsendung ran Fußball übertragen. Parallel wurden sie ebenfalls auf der Sport-Website ran.de gesendet.

## Teilnehmer
Für die Endrunde qualifizierten sich folgende Mannschaften:
| - Georgien (Gastgeber) - Rumänien (Gastgeber) - Norwegen (Sieger Gruppe A) - Deutschland (Sieger Gruppe B) - Spanien (Sieger Gruppe C) - Portugal (Sieger Gruppe D) - Niederlande (Sieger Gruppe E) - Italien (Sieger Gruppe F) | - England (Sieger Gruppe G) - Frankreich (Sieger Gruppe H) - Belgien (Sieger Gruppe I) - Schweiz (Zweiter Gruppe E) - Kroatien (Play-off-Sieger) - Tschechien (Play-off-Sieger) - Israel (Play-off-Sieger) - Ukraine (Play-off-Sieger) |

## Modus
Zum Turnier vor zwei Jahren gab es keine Änderungen im Wettbewerbsmodus. Die 16 Mannschaften der Europameisterschaftsendrunde wurden vorab in vier Gruppen à vier Mannschaften eingeteilt. Die Gruppensieger und Gruppenzweiten erreichten das Viertelfinale. Ab dieser Runde ging es im K.-o.-Format weiter. Bei Punktgleichheit mehrerer Mannschaften nach der Gruppenphase wurde die Platzierung nach folgenden Kriterien in dieser Reihenfolge ermittelt, wobei der direkte Vergleich Vorrang hatte:
1. höhere Punktzahl aus den Direktbegegnungen der betreffenden Mannschaften
2. bessere Tordifferenz aus den Direktbegegnungen der betreffenden Mannschaften
3. größere Anzahl erzielter Tore aus den Direktbegegnungen der betreffenden Mannschaften
4. wenn nach der Anwendung der Kriterien 1 bis 3 immer noch mehrere Mannschaften denselben Platz belegen, werden die Kriterien 1 bis 3 erneut angewendet, jedoch ausschließlich auf die Direktbegegnungen der betreffenden Mannschaften, um deren definitive Platzierung zu bestimmen. Führt dieses Vorgehen keine Entscheidung herbei, werden die Kriterien 5 bis 8 angewendet
5. bessere Tordifferenz aus allen Gruppenspielen
6. größere Anzahl erzielter Tore aus allen Gruppenspielen
7. geringere Gesamtzahl an Strafpunkten auf der Grundlage der in allen Gruppenspielen erhaltenen gelben und roten Karten (rote Karte = 3 Punkte, gelbe Karte = 1 Punkt, Platzverweis nach zwei gelben Karten = 3 Punkte)
8. Platzierung in der U-21-Nationalmannschafts-Koeffizientenrangliste, die für die Auslosung der Endrunde verwendet wurde

Trafen zwei Mannschaften im letzten Gruppenspiel aufeinander, die dieselbe Anzahl Punkte, die gleiche Tordifferenz und dieselbe Anzahl Tore aufwiesen, und endete das betreffende Spiel unentschieden, wurde die endgültige Platzierung der beiden Teams durch Elfmeterschießen ermittelt, vorausgesetzt, dass keine andere Mannschaft derselben Gruppe nach Abschluss der Gruppenphase dieselbe Anzahl an Punkten hatte.

## Spielorte
Für das Turnier waren acht Stadien, jeweils vier in Rumänien und Georgien, in fünf Städten vorgesehen.

### Rumänien
| Bukarest |

| Cluj-Napoca |

| Bukarest |

| Cluj-Napoca |

### Georgien
| Tiflis |

| Batumi |

| Kutaissi |

| Tiflis |

| Batumi |

| Kutaissi |

## Vorrunde
Am 20. Oktober 2022 veröffentlichte die UEFA den Spielplan.

### Gruppe A
| Pl. | Land        | Sp. | S | U | N | Tore    | Diff. | Punkte |
| --- | ----------- | --- | - | - | - | ------- | ----- | ------ |
| 1.  | Georgien    | 3   | 1 | 2 | 0 | 005:300 | +2    | 05     |
| 2.  | Portugal    | 3   | 1 | 1 | 1 | 003:400 | −1    | 04     |
| 3.  | Niederlande | 3   | 0 | 3 | 0 | 002:200 | ±0    | 03     |
| 4.  | Belgien     | 3   | 0 | 2 | 1 | 003:400 | −1    | 02     |

|                                                                            |   |             |           |
| Mi., 21. Juni 2023 um 18:00 Uhr in Tiflis (Boris-Paitschadse-Dinamo-Arena) |   |             |           |
| Georgien                                                                   | – | Portugal    | 2:0 (2:0) |
| Mi., 21. Juni 2023 um 18:00 Uhr in Tiflis (Micheil-Meschi-Stadion)         |   |             |           |
| Belgien                                                                    | – | Niederlande | 0:0       |
| Sa., 24. Juni 2023 um 18:00 Uhr in Tiflis (Boris-Paitschadse-Dinamo-Arena) |   |             |           |
| Georgien                                                                   | – | Belgien     | 2:2 (0:2) |
| Sa., 24. Juni 2023 um 18:00 Uhr in Tiflis (Micheil-Meschi-Stadion)         |   |             |           |
| Portugal                                                                   | – | Niederlande | 1:1 (1:0) |
| Di., 27. Juni 2023 um 18:00 Uhr in Tiflis (Boris-Paitschadse-Dinamo-Arena) |   |             |           |
| Niederlande                                                                | – | Georgien    | 1:1 (1:1) |
| Di., 27. Juni 2023 um 18:00 Uhr in Tiflis (Micheil-Meschi-Stadion)         |   |             |           |
| Portugal                                                                   | – | Belgien     | 2:1 (0:0) |

### Gruppe B
| Pl. | Land     | Sp. | S | U | N | Tore    | Diff. | Punkte |
| --- | -------- | --- | - | - | - | ------- | ----- | ------ |
| 1.  | Spanien  | 3   | 2 | 1 | 0 | 006:200 | +4    | 07     |
| 2.  | Ukraine  | 3   | 2 | 1 | 0 | 005:200 | +3    | 07     |
| 3.  | Kroatien | 3   | 0 | 1 | 2 | 000:300 | −3    | 01     |
| 4.  | Rumänien | 3   | 0 | 1 | 2 | 000:400 | −4    | 01     |

|                                                                          |   |          |           |
| Mi., 21. Juni 2023 um 18:00 Uhr in Bukarest (Stadionul Rapid – Giulești) |   |          |           |
| Ukraine                                                                  | – | Kroatien | 2:0 (1:0) |
| Mi., 21. Juni 2023 um 20:45 Uhr in Bukarest (Stadionul Steaua)           |   |          |           |
| Rumänien                                                                 | – | Spanien  | 0:3 (0:0) |
| Sa., 24. Juni 2023 um 18:00 Uhr in Bukarest (Stadionul Steaua)           |   |          |           |
| Rumänien                                                                 | – | Ukraine  | 0:1 (0:0) |
| Sa., 24. Juni 2023 um 20:45 Uhr in Bukarest (Stadionul Rapid – Giulești) |   |          |           |
| Spanien                                                                  | – | Kroatien | 1:0 (1:0) |
| Di., 27. Juni 2023 um 20:45 Uhr in Bukarest (Stadionul Steaua)           |   |          |           |
| Kroatien                                                                 | – | Rumänien | 0:0       |
| Di., 27. Juni 2023 um 20:45 Uhr in Bukarest (Stadionul Rapid – Giulești) |   |          |           |
| Spanien                                                                  | – | Ukraine  | 2:2 (0:1) |

### Gruppe C
| Pl. | Land        | Sp. | S | U | N | Tore    | Diff. | Punkte |
| --- | ----------- | --- | - | - | - | ------- | ----- | ------ |
| 1.  | England     | 3   | 3 | 0 | 0 | 006:000 | +6    | 09     |
| 2.  | Israel      | 3   | 1 | 1 | 1 | 002:300 | −1    | 04     |
| 3.  | Tschechien  | 3   | 1 | 0 | 2 | 002:400 | −2    | 03     |
| 4.  | Deutschland | 3   | 0 | 1 | 2 | 002:500 | −3    | 01     |

|                                                                        |   |             |           |
| Do., 22. Juni 2023 um 18:00 Uhr in Batumi (Batumi-Stadion)             |   |             |           |
| Tschechien                                                             | – | England     | 0:2 (0:0) |
| Do., 22. Juni 2023 um 18:00 Uhr in Kutaissi (Ramas-Schengelia-Stadion) |   |             |           |
| Deutschland                                                            | – | Israel      | 1:1 (1:1) |
| So., 25. Juni 2023 um 18:00 Uhr in Batumi (Batumi-Stadion)             |   |             |           |
| Tschechien                                                             | – | Deutschland | 2:1 (1:0) |
| So., 25. Juni 2023 um 18:00 Uhr in Kutaissi (Ramas-Schengelia-Stadion) |   |             |           |
| England                                                                | – | Israel      | 2:0 (1:0) |
| Mi., 28. Juni 2023 um 18:00 Uhr in Batumi (Batumi-Stadion)             |   |             |           |
| England                                                                | – | Deutschland | 2:0 (2:0) |
| Mi., 28. Juni 2023 um 18:00 Uhr in Kutaissi (Ramas-Schengelia-Stadion) |   |             |           |
| Israel                                                                 | – | Tschechien  | 1:0 (0:0) |

### Gruppe D
| Pl. | Land       | Sp. | S | U | N | Tore    | Diff. | Punkte |
| --- | ---------- | --- | - | - | - | ------- | ----- | ------ |
| 1. | Frankreich | 3   | 3 | 0 | 0 | 007:200 | +5    | 09     |
| 2. | Schweiz 1  | 3   | 1 | 0 | 2 | 005:800 | −3    | 03     |
| 3. | Italien    | 3   | 1 | 0 | 2 | 004:500 | −1    | 03     |
| 4. | Norwegen   | 3   | 1 | 0 | 2 | 002:300 | −1    | 03     |
| 1 Die Schweiz qualifizierte sich aufgrund mehr geschossener Tore in den direkten Duellen gegen die beiden anderen punktgleichen Mannschaften (4:4 gegen Norwegen und Italien) vor Italien (3:3 gegen Schweiz und Norwegen) und Norwegen (2:2 gegen die Schweiz und Italien). |            |     |   |   |   |         |       |        |

|                                                                                   |   |            |           |
| Do., 22. Juni 2023 um 18:00 Uhr in Cluj-Napoca (Dr.-Constantin-Rădulescu-Stadion) |   |            |           |
| Norwegen                                                                          | – | Schweiz    | 1:2 (1:1) |
| Do., 22. Juni 2023 um 20:45 Uhr in Cluj-Napoca (Cluj Arena)                       |   |            |           |
| Frankreich                                                                        | – | Italien    | 2:1 (1:1) |
| So., 25. Juni 2023 um 18:00 Uhr in Cluj-Napoca (Cluj Arena)                       |   |            |           |
| Schweiz                                                                           | – | Italien    | 2:3 (0:3) |
| So., 25. Juni 2023 um 20:45 Uhr in Cluj-Napoca (Dr.-Constantin-Rădulescu-Stadion) |   |            |           |
| Norwegen                                                                          | – | Frankreich | 0:1 (0:0) |
| Mi., 28. Juni 2023 um 20:45 Uhr in Cluj-Napoca (Cluj Arena)                       |   |            |           |
| Italien                                                                           | – | Norwegen   | 0:1 (0:0) |
| Mi., 28. Juni 2023 um 20:45 Uhr in Cluj-Napoca (Dr.-Constantin-Rădulescu-Stadion) |   |            |           |
| Schweiz                                                                           | – | Frankreich | 1:4 (1:1) |

## Finalrunde

### Viertelfinale
|                                                                           |   |          |                      |
| Sa., 1. Juli 2023 um 18:00 Uhr in Tiflis (Boris-Paitschadse-Dinamo-Arena) |   |          |                      |
| Georgien                                                                  | – | Israel   | 0:0 n. V., 3:4 i. E. |
| Sa., 1. Juli 2023 um 21:00 Uhr in Bukarest (Stadionul Rapid – Giulești)   |   |          |                      |
| Spanien                                                                   | – | Schweiz  | 2:1 n. V., 1:1 (0:0) |
| So., 2. Juli 2023 um 18:00 Uhr in Kutaissi (Ramas-Schengelia-Stadion)     |   |          |                      |
| England                                                                   | – | Portugal | 1:0 (1:0)            |
| So., 2. Juli 2023 um 21:00 Uhr in Cluj-Napoca (Cluj Arena)                |   |          |                      |
| Frankreich                                                                | – | Ukraine  | 1:3 (1:2)            |

### Halbfinale
|                                                               |   |         |           |
| Mi., 5. Juli 2023 um 18:00 Uhr in Batumi (Batumi-Stadion)     |   |         |           |
| Israel                                                        | – | England | 0:3 (0:1) |
| Mi., 5. Juli 2023 um 21:00 Uhr in Bukarest (Stadionul Steaua) |   |         |           |
| Spanien                                                       | – | Ukraine | 5:1 (2:1) |

### Finale
|                                                           |   |         |           |
| Sa., 8. Juli 2023 um 18:00 Uhr in Batumi (Batumi-Stadion) |   |         |           |
| England                                                   | – | Spanien | 1:0 (1:0) |

## Für die Olympischen Sommerspiele 2024 qualifizierte Mannschaften
Für das olympische Fußballturnier der Männer 2024 in Paris qualifizierten sich vier europäische Nationen. Als Gastgeber ist Frankreich bereits gesetzt. Darüber hinaus qualifizierten sich drei Halbfinalisten der U21-Endrunde (ausgenommen England, weil nur Großbritannien an Olympischen Spielen teilnehmen darf). Ein für den 7. oder 8. Juli 2023 angesetztes Play-off in Bukarest war somit nicht erforderlich.
| Mannschaft | Qualifiziert am |
| ---------- | --------------- |
| Frankreich | 13. Sep. 2017   |
| Israel     | 1. Juli 2023    |
| Spanien    | 1. Juli 2023    |
| Ukraine    | 2. Juli 2023    |

## Beste Torschützen
Nachfolgend aufgelistet sind die Torschützen der Endrunde, die mindestens zwei Tore erzielt haben.
| Rang | Spieler          | Tore |
| ---- | ---------------- | ---- |
| 1    | Heorhij Sudakow  | 3    |
|      | Abel Ruiz        | 3    |
|      | Sergio Gómez     | 3    |
| 4    | Emile Smith Rowe | 2    |
|      | Anthony Gordon   | 2    |
|      | Cameron Archer   | 2    |
|      | Bradley Barcola  | 2    |
|      | Rayan Cherki     | 2    |
|      | Juan Miranda     | 2    |
|      | Kastriot Imeri   | 2    |
|      | Dan Ndoye        | 2    |
|      | Zeki Amdouni     | 2    |
|      | Artem Bondarenko | 2    |

## Beste Spieler
- Der englische Offensivspieler Anthony Gordon wurde als bester Spieler des Turniers ausgezeichnet.
- In das Team des Turniers wurden folgende Spieler gewählt:[8]

| Tor            | Abwehr                                                       | Mittelfeld                                     | Sturm                    |
| -------------- | ------------------------------------------------------------ | ---------------------------------------------- | ------------------------ |
| James Trafford | Juan Miranda Levi Colwill Taylor Harwood-Bellis James Garner | Rodri Antonio Blanco Curtis Jones Sergio Gómez | Abel Ruiz Anthony Gordon |

## Schiedsrichter
Die UEFA nominierte für das Turnier zwölf Schiedsrichtertrios, bestehend aus jeweils einem Hauptschiedsrichter und zwei Assistenten, sowie insgesamt vier Schiedsrichter die ausschließlich als Vierte Offizielle zum Einsatz kommen. Aufgrund der Austragung des Turniers in zwei, nicht benachbarten Ländern wurden die Schiedsrichter bereits für die Gruppenphase und das Viertelfinale geographisch aufgeteilt.
Wie bereits bei der vorherigen Ausgabe, war der Einsatz des Videobeweises (VAR) ursprünglich nicht vorgesehen. Nachdem mehrere strittige Schiedsrichterentscheidungen im Vorrundenspiel zwischen Italien und Frankreich für Aufsehen gesorgt hatten, entschied die UEFA, ab dem Viertelfinale, den VAR einzusetzen.
| Land          | Schiedsrichter         | Schiedsrichterassistenten                   | Einsatzort |
| ------------- | ---------------------- | ------------------------------------------- | ---------- |
| Aserbaidschan | Əliyar Ağayev          | Zeynal Zeynalov Akif Əmirəlı                | Georgien   |
| Kroatien      | Duje Strukan           | Bojan Zobenica Alen Jakšić                  | Georgien   |
| Frankreich    | Willy Delajod          | Erwan Finjean Cyril Mugnier                 | Georgien   |
| Norwegen      | Espen Eskås            | Jan Erik Engan Isaak Bashevkin              | Georgien   |
| Rumänien      | Horațiu Feșnic         | Valentin Avram Alexandru Cerei              | Georgien   |
| Slowenien     | Rade Obrenović         | Jure Praprotnik Grega Kordež                | Georgien   |
| Belgien       | Erik Lambrechts        | Jo De Weirdt Kevin Monteny                  | Rumänien   |
| Dänemark      | Morten Krogh           | Steffen Bramsen Dennis Wollenberg Rasmussen | Rumänien   |
| Litauen       | Donatas Rumšas         | Aleksandr Radiuš Dovydas Sužiedėlis         | Rumänien   |
| Niederlande   | Allard Lindhout        | Erwin Zeinstra Rogier Honig                 | Rumänien   |
| Portugal      | João Pinheiro          | Bruno Jesus Luciano Maia                    | Rumänien   |
| Schweden      | Mohammed al-Hakim      | Fredrik Klyver Robin Wilde                  | Rumänien   |
| Land          | Vierter Offizieller    | Vierter Offizieller                         | Einsatzort |
| Albanien      | Juxhin Xhaja           | Juxhin Xhaja                                | Georgien   |
| Georgien      | Goga Kikatscheischwili | Goga Kikatscheischwili                      | Georgien   |
| Österreich    | Sebastian Gishamer     | Sebastian Gishamer                          | Rumänien   |
| Rumänien      | Andrei Chivulete       | Andrei Chivulete                            | Rumänien   |